# Ośrodek Narciarski COS OPO w Szczyrku
Ośrodek Narciarski Centralnego Ośrodka Sportu – Ośrodka Przygotowań Olimpijskich w Szczyrku – ośrodek narciarski w Szczyrku, w Beskidzie Śląskim na północnym zboczu Skrzycznego (1257 m n.p.m.).

## Wyciągi

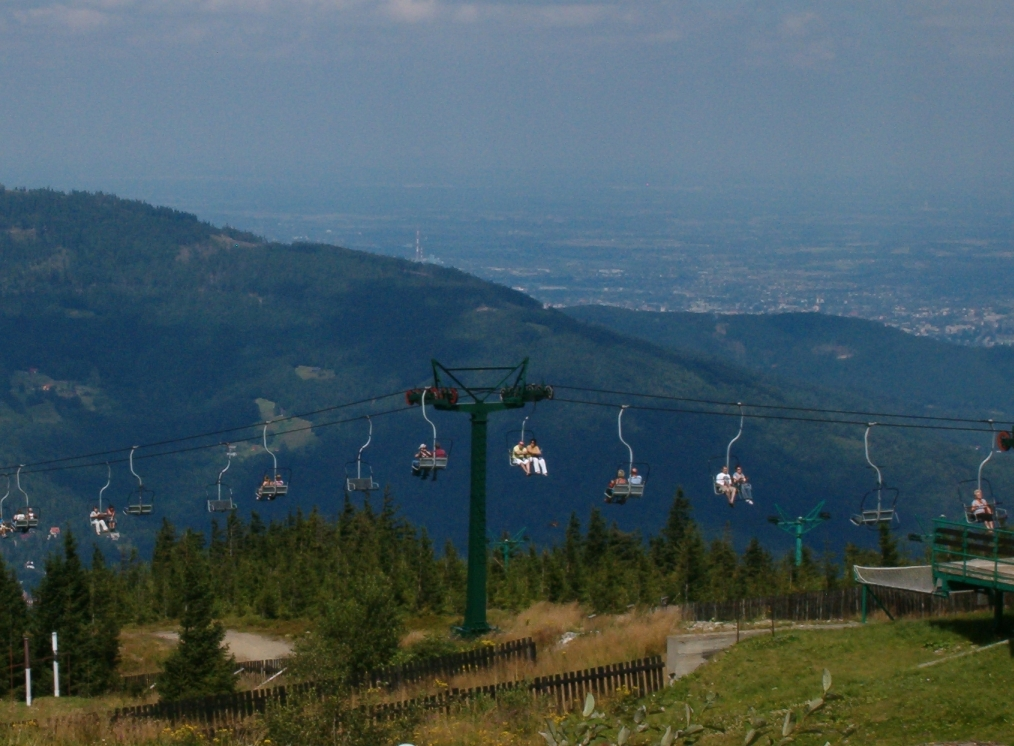
Wyciąg krzesełkowy na Skrzyczne, Hala Jaworzyna, 2009 rok

Ośrodek dysponuje 3 krzesełkowymi kolejami linowymi i 1 wyciągiem:
- kolej krzesełkowa (dwa odcinki: dolny i górny)
  - dolny odcinek: czteroosobowa kanapa produkcji firmy Leitner ze Szczyrku na Halę Jaworzyna o długości 1592 m, przewyższeniu 406 m i przepustowości 2400 osób na godzinę
  - górny odcinek: czteroosobowa kanapa produkcji firmy Leitner z Hali Jaworzyna na Skrzyczne o długości 1170 m i przewyższeniu 295 m, przepustowość – 2400 osób na godzinę;

- Wyciąg talerzykowy „Doliny II” o długości 540 m i przewyższeniu 115 m, przepustowość – 900 osób na godzinę
- kolej krzesełkowa (kanapa 6-osobowa, w miejsce wyciągu orczykowego „Doliny III”) o długości 1150 m i przewyższeniu 360 m, przepustowość – 1800 osób na godzinę[3].

Trasa „FIS” od grudnia 2012 roku ponownie posiada homologacje FIS. Wcześniej przez parę lat trasa ta nie posiadała homologacji. Symbol A w tabeli oznacza, że homologacja jest ważna dla obu płci, M – tylko męska. W 2014 roku FIS dokonała rewizji homologacji trasy „FIS” ze Skrzycznego, przyznała jej homologację dla biegu zjazdowego dla obu płci na odcinku między 1250 m (z rampy) a 725 m n.p.m. i supergiganta dla obu płci na tym samym odcinku, jednak obie te homologacje są ważne jedynie 5 lat (standardowo FIS homologuje trasy na 10 lat). Ponadto w 2014 roku FIS homologowała tę trasę dla slalomu giganta, ale tylko dla mężczyzn, na odcinku między 1250 m a 800 m n.p.m. Ta ostatnia homologacja była ważna do 1 listopada 2014 roku.
W ofercie ośrodka znajduje się 12,5 km tras zjazdowych o różnym stopniu trudności.

## Trasy biegowe
W ośrodku znajduje się zespół narciarskich tras biegowych o długości 2,5 km, 3,0 km, 5,0 km i 7,5 km, wyposażony również w strzelnicę biathlonową i zaplecze socjalne dla zawodników. Trasy przygotowywane są specjalną maszyną śnieżną, zarówno do stylu klasycznego, jak i dowolnego.

## Pozostała infrastruktura
Na terenie ośrodka dostępne są:
- bezpłatny parking
- WC
- wypożyczalnia sprzętu narciarskiego i serwis narciarski
- szkoła narciarska
- pawilony i szałasy gastronomiczne
- liczne kioski z lokalnymi wyrobami.

Tuż pod szczytem Skrzycznego znajduje się Schronisko PTTK na Skrzycznem.

## Operator
Operatorem stacji jest Centralny Ośrodek Sportu.

## Historia

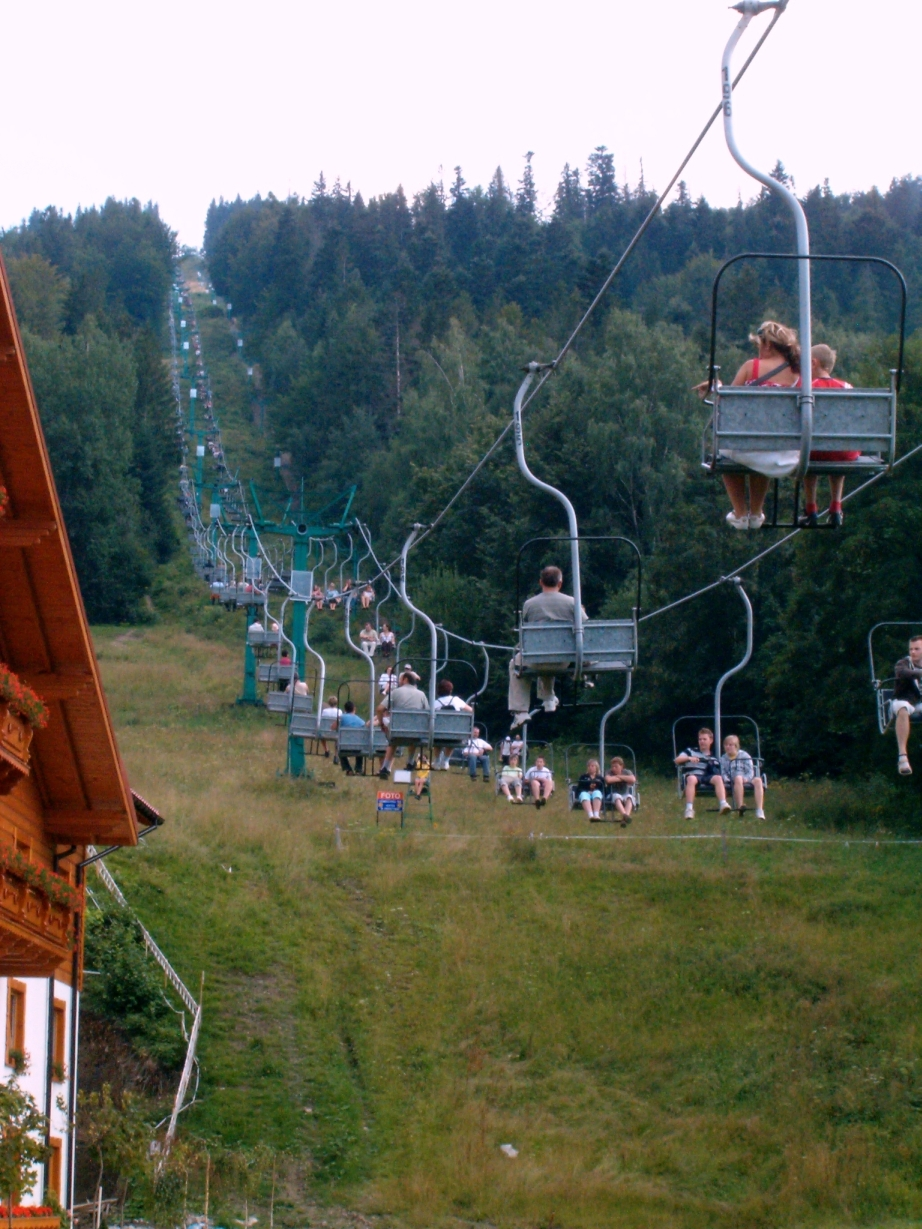
Wyciąg krzesełkowy na Skrzyczne w pobliżu dolnej stacji w Szczyrku, 2009 rok

Kolej krzesełkowa na Skrzyczne wybudowano w latach 1954–1960 z inicjatywy Komitetu do Spraw Turystyki. Eksploatację kolei linowej powierzono nowo powstałemu Przedsiębiorstwu Wyciągów Turystycznych. Pierwszy jej odcinek przekazano do użytku 26 stycznia 1958 roku, a drugi – 15 lutego 1958 roku. Całkowite ukończenie budowy miało miejsce 31 grudnia 1960 roku. W kolejnych latach 1960–1966 budowane były wyciągi orczykowe na Dolinach w masywie Skrzycznego. Były to pierwsze wyciągi tego typu w Polsce (typ Junior Muller). Pod koniec 1963 roku Przedsiębiorstwo Wyciągów Turystycznych zostało przejęte przez Przedsiębiorstwo Imprez Sportowych w Warszawie. W latach 60. w Szczyrku powstały kolejne wyciągi orczykowe na Zapalenicę i na Hondraski.
1 stycznia 1970 roku Przedsiębiorstwo Imprez Sportowych przekształciło się w Centralny Ośrodek Sportu, Turystyki i Wypoczynku (COSTiW). Jego śląski oddział dysponował m.in.: koleją liniową na Skrzyczne, koleją liniową na Czantorię w Ustroniu oraz wyciągami orczykowymi: na Dolinach, na Stokłosicę i na Hondraski wraz z nartostradami. W październiku 1973 roku zgodnie z decyzją GKKFiT, przedsiębiorstwo to przejęło kolejne obiekty sportowe: skocznie narciarskie Skalite, Malinka i Biła, trasę zjazdową FIS w Szczyrku i trasy biegowe na Kubalonce. Po przejęciu tych obiektów przedsiębiorstwo zmieniło charakter na ośrodek zajmujący się sportem kwalifikowanym.
W roku 1976 – w wyniku kolejnej reorganizacji – przedsiębiorstwo administrowało już kolejnymi wyciągami narciarskimi i obiektami sportowymi na terenie Szczyrku, Wisły i Ustronia. COSTiW został przekształcony w Oddział Beskidzki Centralnego Ośrodka Sportu w Szczyrku. Zmodernizowano wtedy trasą zjazdową FIS na Skrzycznym, a na trasach biegowych Kubalonki została wybudowana strzelnica biathlonowa. Zmodernizowano też trasy biegowe: 3,5 km, 7,5 km i 10 km, przy których wybudowano budynek socjalny. W latach 80. wybudowano nowy wyciąg orczykowy, tzw. „Doliny III” z Dolin na szczyt Skrzycznego. W 1993 roku zmodernizowano koleje krzesełkowe: 1-osobowe krzesełka zastąpiono krzesełkami podwójnymi. Od tego czasu do 2013 roku praktycznie nie prowadzono nowych inwestycji. W lipcu 2013 roku rozpoczęto budowę, a 16 grudnia 2013 roku oddano do użytku, kosztem 17 mln zł, nowy 4-osobową kolej krzesełkową na odcinku Hala Jaworzyna – Skrzyczne. Czas wjazdu na szczyt skrócił się z 13 do 4 minut. Od sezonu 2014/2015 w Ośrodku COS i w Ośrodku Czyrna-Solisko obowiązuje wspólny system karnetów.
W 2017 roku na miejsce wysłużonej kolei na odcinku Szczyrk – Hala Jaworzyna pobudowano, podobnie jak na górnym odcinku, 4-osobową kolej krzesełkową W grudniu 2024 r. w miejsce starego wyciągu orczykowego „Doliny III” oddano do użytku nową kolej linową, dysponującą 6-osobowymi, zakrywanymi kanapami. Kolej ma długość ok. 1150 m, przewyższenie 360 m i przepustowość 1800 osób na godzinę. Prace budowlane trwały rok, a inwestycję dofinansowało Ministerstwo Sportu i Turystyki. Koszt budowy wyniósł około 50 mln złotych.
Od sezonu 2024/2025 trasa FIS i Kaskada zostały połączone w górnym odcinku. Ostatni raz, kiedy czynna była ścianka na dawnym przebiegu Kaskady był rok 2018. 

## Trasy
| Nazwa trasy | Trudność  | Start          | Start                 | Meta                               | Meta                  | Dłu- gość (m) | Prze- wyż- sze- nie (m) | Na- chy- le- nie (%) | Oś- wie- tle- nie | Sztucz- ne naśnie- żanie | Homologacja FIS                                 | Homologacja FIS | Homologacja FIS     |
| Nazwa trasy | Trudność  | nazwa          | wyso- kość (m n.p.m.) | nazwa                              | wyso- kość (m n.p.m.) | Dłu- gość (m) | Prze- wyż- sze- nie (m) | Na- chy- le- nie (%) | Oś- wie- tle- nie | Sztucz- ne naśnie- żanie | numer                                           | ważna do        | uwagi               |
| ----------- | --------- | -------------- | --------------------- | ---------------------------------- | --------------------- | ------------- | ----------------------- | -------------------- | ----------------- | ------------------------ | ----------------------------------------------- | --------------- | ------------------- |
| „FIS”       | czarna    | Skrzyczne      | 1250                  | Szczyrk                            | 537                   | 2800          | 650                     | 23                   | nie               | tak                      | 10779/12/12 11287/03/14 11288/03/14 11289/03/14 | 2022 2019 2024  | SL A DH A SG A SG M |
| „Kaskada” A | czerwona  | Skrzyczne      | 1250                  | Hala Jaworzyna                     | 920                   | 1500          | 230                     |                      | nie               | tak                      |                                                 |                 |                     |
| „Kaskada” B | czerwona  | Hala Jaworzyna | 920                   | Szczyrk                            | 537                   | 1600          | 383                     |                      | nie               | nie                      |                                                 |                 |                     |
| „Ondraszek” | niebieska | Skrzyczne      | 1257                  | Hala Jaworzyna                     | 920                   | 2200          | 230                     | 14                   | nie               | nie                      |                                                 |                 |                     |
| „Widokowa”  | niebieska | Hala Jaworzyna | 920                   | dolna stacja wyciągu krzesełkowego | 555                   | 2400          | 365                     | 16                   | nie               | nie                      |                                                 |                 |                     |

## Inne ośrodki narciarskie i wyciągi w pobliżu
W pobliżu Ośrodka Narciarskiego COS OPO w Szczyrku znajduje się wiele innych stacji narciarskich i wyciągów:
- Ośrodek Szczyrk Mountain Resort na zboczach Małego Skrzycznego ze słynnymi trasami Bieńkula i Golgota,
- czynny od grudnia 2016 roku ośrodek Beskid Sport Arena na północno-wschodnim zboczu Beskidu,
- Kompleks Narciarski „Biały Krzyż” na Przełęczy Salmopolskiej z 2 wyciągami (orczykowy „Biały Krzyż” o długości ok. 300 m i talerzykowy „Bartuś” o długości ok. 200 m); trasy tu są łatwe, są ratrakowane, dośnieżane i oświetlone,
- w Czyrnej w pobliżu dolnej stacji i parkingów działają w zimie na oślich łączkach 3 wyrwirączki,
- w pobliżu dolnej stacji ośrodka – parę oślich łączek i wyciągi „Kaimówka”.